# 大馬里尼亞
39°45′N 8°56′W / 39.750°N 8.933°W
大馬里尼亞（葡萄牙語：Marinha Grande），是葡萄牙的城鎮，位於該國中部，由萊里亞區負責管轄，始建於1836年，面積187.25平方公里，2011年人口38,681，人口密度每平方公里206.57人。

## 友好城市
- 法國 丰特奈苏布瓦